# Stazione di Bibliothèque François Mitterrand
La stazione di Bibliothèque François-Mitterrand (in francese Gare de la Bibliothèque François-Mitterrand) è una stazione ferroviaria situata nel XIII arrondissement di Parigi lungo la ferrovia Parigi-Bordeaux.

## Storia
La stazione fu aperta al traffico il 3 dicembre 2000. Contemporaneamente venne disattivata la vicina stazione della linea RER C del boulevard Masséna.

## Movimenti
La stazione è servita dai treni della Linea RER C.

## Interscambio
La stazione di Bibliothèque François-Mitterrand è servita da una linea della metropolitana (Linea 14), da una linea della rete tranviaria dell'Île-de-France e da autobus urbani.
- Fermata metropolitana (Bibliothèque François Mitterrand, linea 14)
- Fermata tram (linea T3a)
- Fermata autobus